# Mötley Crüe
Mötley Crüe är ett amerikanskt hårdrockband och en av 1980-talets mest populära grupper. Gruppen består av Vince Neil (sång), Nikki Sixx (bas),  Mick Mars (gitarr) och Tommy Lee (trummor). John 5 (gitarr) blev ny medlem 27 oktober 2022 då Mick Mars på grund av sin sjukdom, ankyloserande spondylit, inte längre klarade av att turnera. Bandets medlemmar har ofta fått uppmärksamhet för sitt vilda liv och den image de haft. Alla medlemmar har haft flera krockar med lagen, suttit i fängelse, lidit av alkoholbrukssyndrom, haft långvariga problem med droger och haft otaliga affärer med kvinnor.
Gruppen har haft flera stora hits som "Kickstart My Heart", "Shout at the Devil", "Home Sweet Home", "Girls Girls Girls", "Wild Side" och "Dr Feelgood". De har sålt ca 100 miljoner album världen över. Deras nionde studioalbum Saints of Los Angeles släpptes 24 juni 2008. Den 8 mars 2013 utannonserade de att de planerar att splittras efter ett sista album och turné. Deras sista liveframträdande var den 31 december 2015 och därefter splittrades bandet. Den 13 september 2018 utannonserade de att bandet var återförenat och jobbade på ny musik men att de inte har några planer på att turnera.

## Biografi

### Bandet bildas
Bandet Mötley Crüe bildades 1981 av basisten Nikki Sixx och trummisen Tommy Lee. Efter hand rekryterades gitarristen Mick Mars. Tommy Lee hade känt Vince Neil sedan skoltiden. Efter att bandet varit och tittat när Neil uppträdde med bandet Rock Candy på nattklubben Starwood i Hoolywood, föreslog Mick Mars att de skulle rekrytera honom. Vince var i början motvillig, de fick tjata länge, men accepterade till slut. Enligt tidningen Rolling Stone var den ursprungliga sångaren i bandet O’Dean Peterson. Men Nikki Sixx gillade inte hans attityd och Mick Mars tyckte att han såg ut som en hippie, vilket i princip innebar en dödsdom i bandet Mötley Crüe och han sparkades från bandet. Enligt Rolling Stone har många glömt av att han existerat.
De hade fortfarande inget namn på bandet. Mick Mars drog sig till minnes en händelse som inträffade när han spelade med bandet White Horse. En bandmedlem kallade bandet "a motley looking crew". Efter lite experimenterande blev det till slut Mötley Crüe. Heavy metal-prickarna var Vince Neils idé. Idén var inspirerad av ölsorten Löwenbräu som de drack vid tillfället. Vince Neil har sagt att de inte hade en aning om vad umlauts var för något vid denna tid, de trodde bara att det skulle få dem att verka europeiska.
1981 gjorde bandet sitt första framträdande på nattklubben Starwood i Hollywood. Bandet släppte sitt första egenproducerade album "Too fast for love" från sitt eget skivbolag "Leathur Records".
1982 Tom Zutaut A&R upptäckte bandet och såg till att de fick ett kontrakt hos Elektra Records.
1983 Albumet "Shout at the devil" släpptes. De fick mycket uppmärksamhet på grund titeln på albumet. De hade nu befäst sitt sound och började nu på allvar konkurrera med andra band i Los Angeles.
1984 Under turnén med Ozzy Osbourne sålde "Shout at the devil" guld, 500 000 album, vilket var deras första albumsuccé i karriären. Detta år inträffade också en allvarlig händelse för gruppen. Vince Neil och trummisen i Hanoi Rocks, Nicholas "Razzle" Dingley åkte en kväll iväg för att köpa sprit men krockade vilket resulterade i att Nicholas avled. Vince fick fängelse i 18 dagar för detta.
1985 Albumet "Theater of pain" släpptes. Bandet ändrade stil från hårdrock mot glamrock. Låten "Home sweet home" visade att mjukare rockballader hade en plats i glamrocken. De fick sin första top 20-placering med sin cover av Brownsville stations "Smokin´ in the boys room". Det började också uppstå vissa slitningar i bandet, dels på grund av Vince Neils fängelsevända samt på grund av att Nikki Sixx började med heroin.
1987 Albumet "Girls, Girls, Girls" kom ut. Albumet karakteriserades av tung blues-rock, fick ett mer positivt mottagande av allmänheten än det tidigare albumet. Videon till titelspåret filmades på Seventh veil strip club på sunset strip. Originalvideon avvisades av MTV på grund av nakenhet. I december detta år får Nikki Sixx ett hjärtstopp på grund av en överdos med heroin. När han kom till medvetande på sjukhuset gick han direkt ut på sjukhusets parkeringsplats och liftade hem med ett fan. Väl hemma tog han sig en ny spruta. Hjärtstoppet inspirerade honom att skriva låten "Kickstart My Heart" som skulle komma på nästa skiva.
1989 Innan de spelade in deras femte album "Dr Feelgood" städade de upp i gruppen och blev nyktra. De anlitade Bob Rock för att producera albumet, som är känt som deras bästa. Albumet var gruppens enda att nå första platsen på Billboard 200 och har sedan dess sålt platinum sex gånger i USA. Skivan gav fem singlar och innebar toppen på bandets karriär.
1989 spelade de i Moskva på två konserter som den del av McGhees antidrogkampanj. Andra band på tillställningen var bland andra Bon Jovi, Ozzy Osbourne, Scorpions och Skid Row. Med nästa skiva, Dr Feelgood, återvände Mötley Crüe starkare än någonsin. Skivan gick direkt upp till nummer ett på USA:s skivförsäljningslista, och har till dags dato sålts i mer än 7 miljoner exemplar bara i USA. Skivan innehöll odödliga rockklassiker som Kickstart My Heart (som Nikki Sixx skrev om sin dödsupplevelse och återupplivning) och Dr Feelgood. Mötley Crüe gav sig ut på en massiv och slutsåld världsturné.
1991 gav bandet ut skivan Decade Of Decadence, tänkt som en mellanskiva medan medlemmarna filade på nästa stora produktion. Den produktionen skulle ändå låta vänta på sig länge, eftersom Vince Neil lämnade bandet 1992.

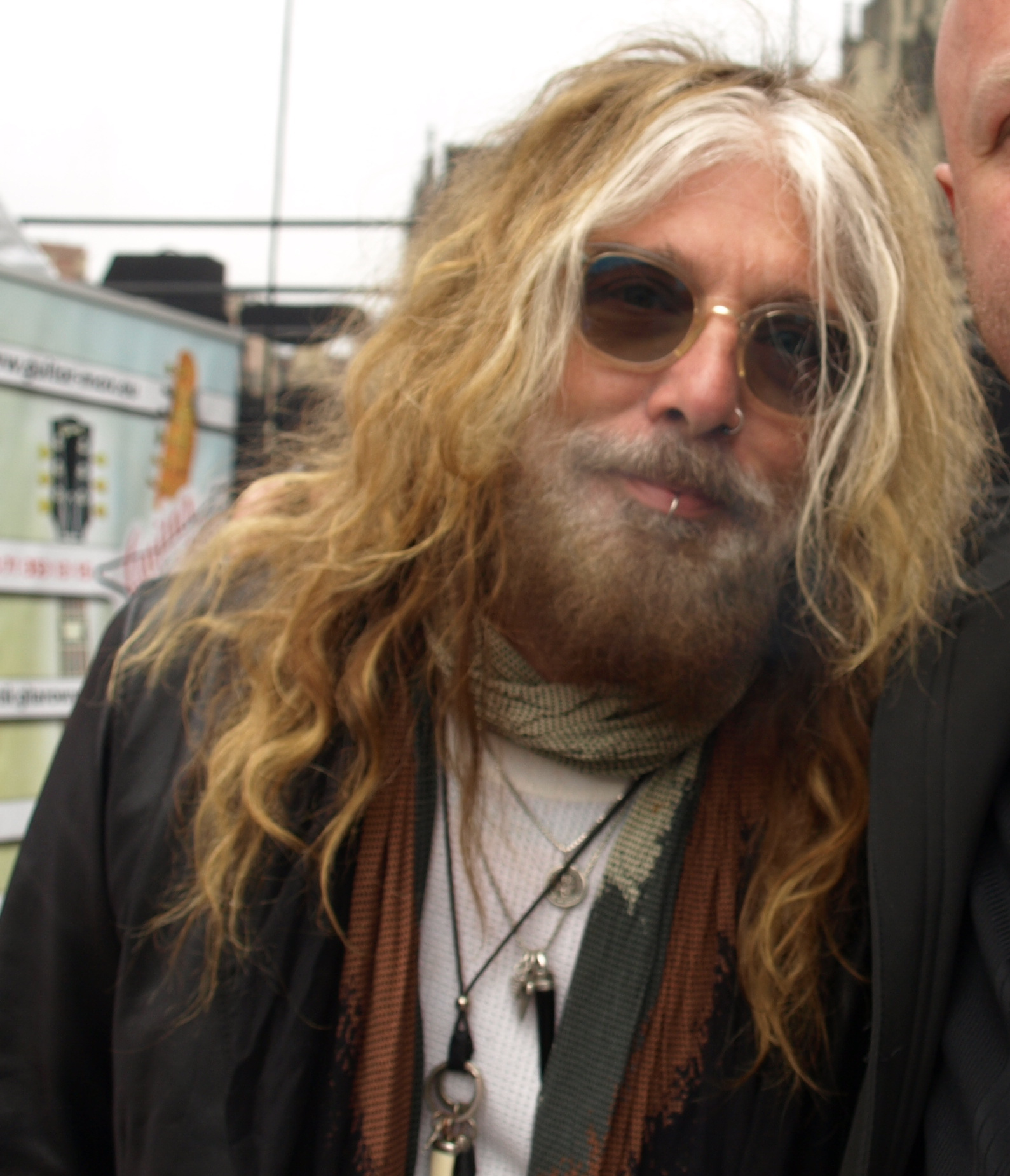
John Corabi

1992 lämnar Vince Neil bandet. Det är oklart vad som hände, de olika medlemmarna har berättat olika versioner av vad som verkligen hände. Det är oklart om Vince lämnade bandet eller om han sparkades. Sångaren John Corabi rekryterades för att ersätta Vince Neil.
1994 släppte gruppen ett album med titeln "Mötley Crüe". På grund av stigande intresse för grunge och alternativrock, försökte gruppen anpassa sitt sound för att hänga med i trenden, men det mottogs negativt av många av deras fans.
1997 Corabi tog på sig skulden för gruppens motgångar. Han har i intervju nämnt att han förstod fansen. De hade gradvis vant sig vid Mötley Crües sound och gillade inte förändringen. Vince Neil återvände till bandet. De släppte albumet "Generation Swine" senare samma år. Det sålde guld två månader efter det släpptes. Detta var det sista albumet som släpptes av Elektra Records.
1998 startade gruppen sitt eget skivbolag, Mötley Crüe Records. Gruppen ägde nu alla rättigheter till sin musik.
1999 lämnade Tommy Lee gruppen, efter att ha suttit i fängelse en tid efter familjebråk hustrun Pamela Anderson, för att prova en solokarriär. Han berättade för MTV att hans fängelsetid fick hans musikaliska kreativitet att flöda och tog en riktning som inte passade med Mötley Crües sound. Han bildade Methods of Mayhem som hade ett mer modernt rap-metalsound.
2000 albumet "New tattoo" släpptes med trummisen i Ozzy Osbournes band, Randy Castillo. Randy avled 2002.
2004 återförenades de fyra originalmedlemmarna och åkte ut på turné året efter.

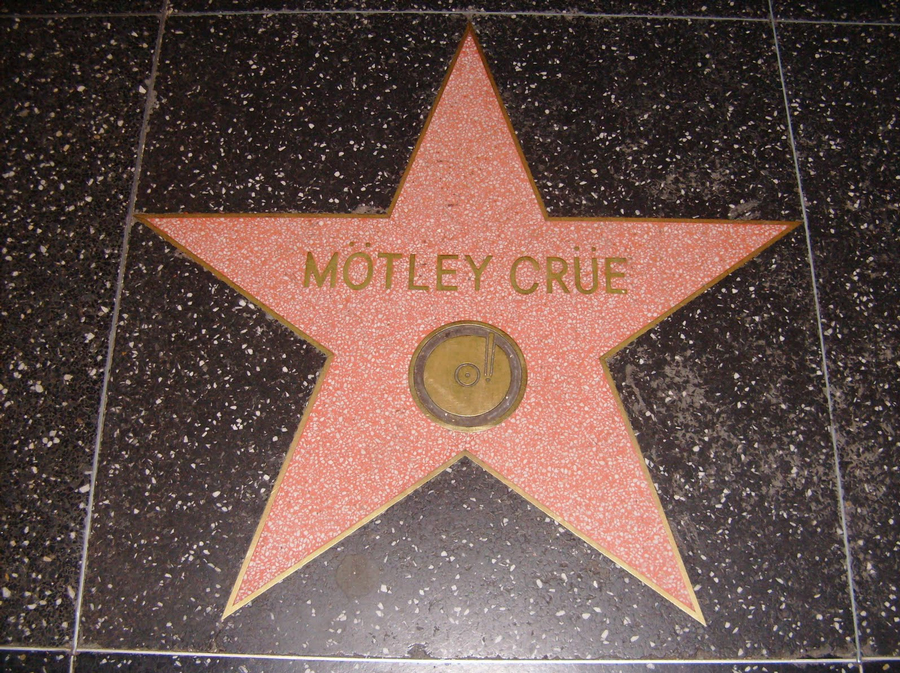
Walk of fame

2006 hedrades gruppen med en stjärna på Hollywood walk of fame.
2008 släpptes albumet "Saints of Los Angeles". Vince Neil har i intervju sagt att detta album är hans favorit.
2014 annonserade gruppen att de skulle dra sig tillbaka samt sin sista turné. Turnén "Final tour" 2014-2015 avslutades på nyårsafton i Los Angeles 2015.
2015 gruppen skrev på ett dokument som innebar att turnén 2015 var den sista de kunde göra.
2016-2019 Vince Neil greps flera gånger, den senaste var 2016, där han greps av skådespelaren Nicolas Cage som bevittnat när Vince misshandlat en kvinna utanför ett hotell. Efter det turnerade Vince på egen hand runt i USA och spelade Mötley Crüe-låtar. Under samma period arbetade Mick Mars på ett soloalbum. Under denna period gjorde han inte många publika framträdande, delvis beroende på hans reumatiska sjukdom.
Tommy Lee gifte sig igen, denna gång med Brittany Furlan. Tommy uppgav att han planerade släppa soloplattan Trans Genres.
Nikki Sixx spenderade mycket tid åt att prata om beroenden och att informera om ökningen av opioider. 2019 släppte han en skiva med gruppen Sixx:A.M. som hette "Talk to Me". Han fick tillsammans med hustrun Courtney en dotter.
2019 Filmen "The Dirt" släpptes, som baserade sig på deras biografi från 2001.

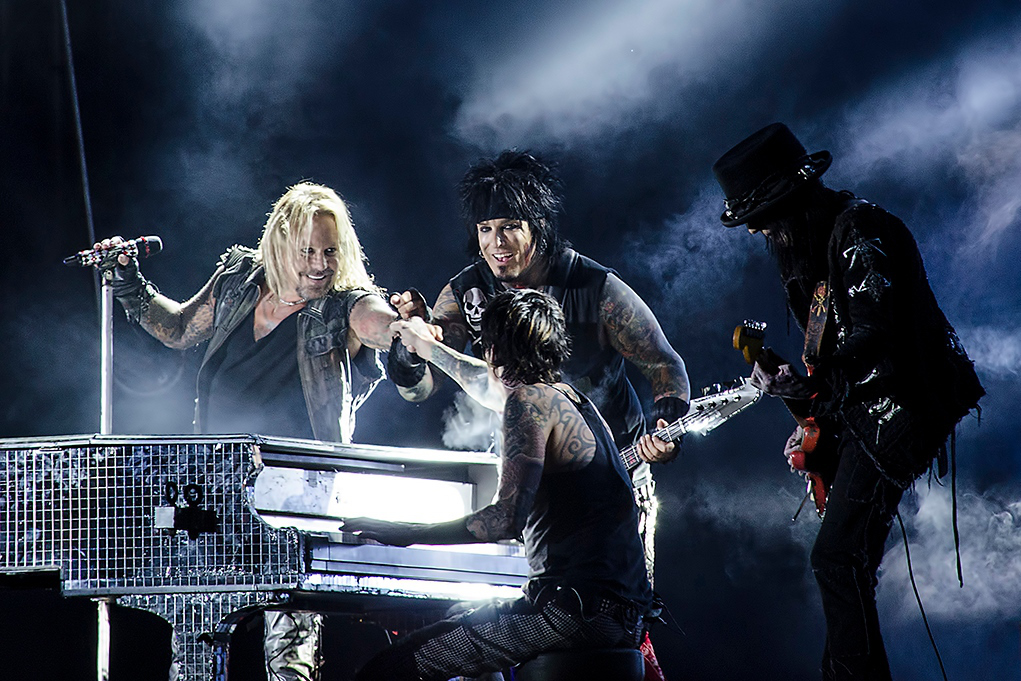
Mötley Crue.

### Bandmedlemmarnas bakgrund

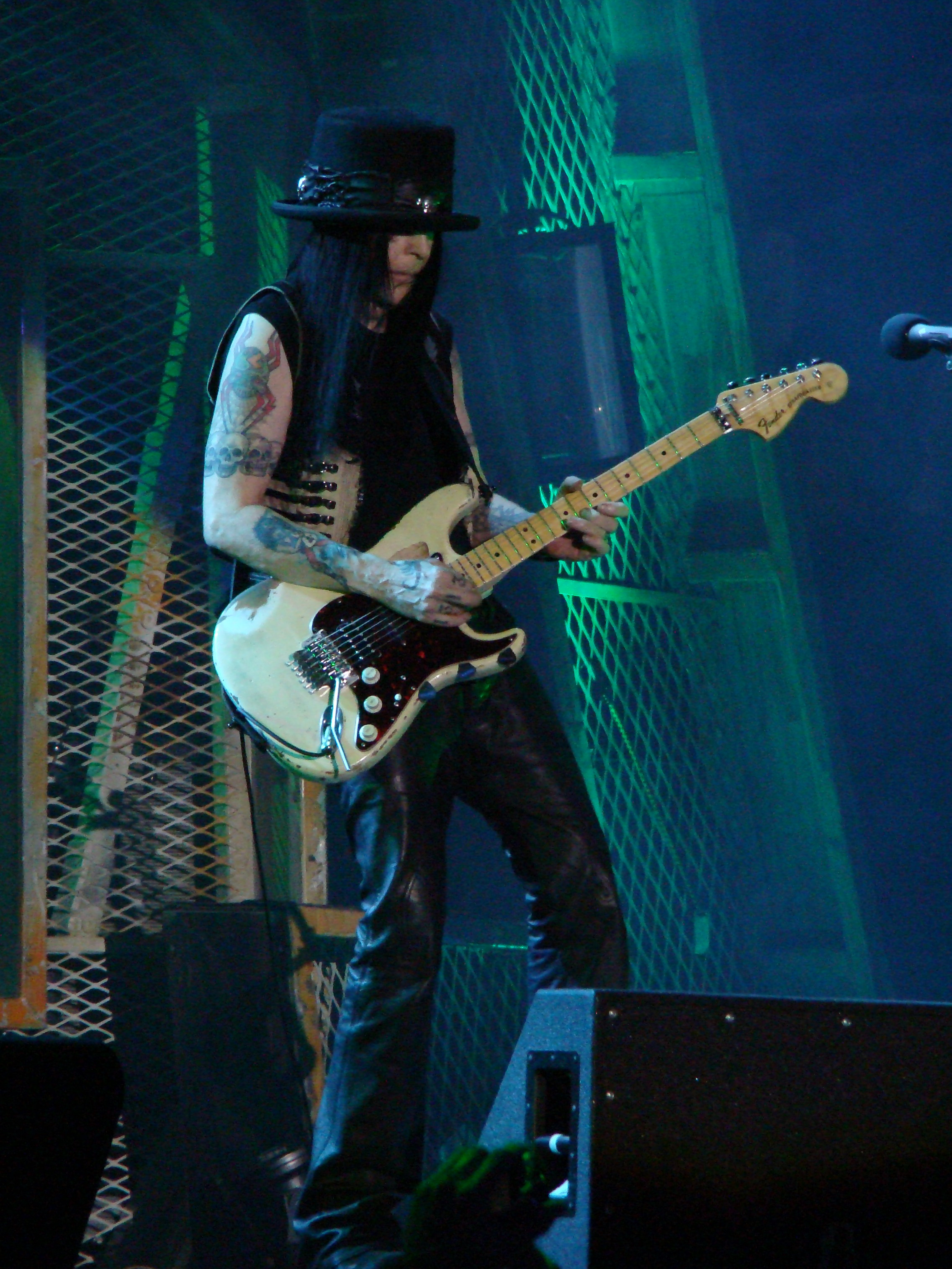
Mick Mars.

#### Mick Mars
Föddes 4 april 1955 som Robert Alan Deal i staden Terre Haute, Indiana. Som liten besökte han en konsert som skulle inspirera honom att börja spela gitarr, men han skall ha börjat spela bas. När Robert var 14 år flyttade han med sin familj till Kalifornien. Han hoppade av high school i början av 70-talet och spelade under en period  i olika mediokra blues- och rockband. För att försörja sig hade han en del enklare dagtidsarbeten då hans inkomster från musiken var blygsamma. Ett av banden han spelade med, Whitehorse, använde ofta namnet motley crue för att slippa betala avgifter när de uppträdde på klubbar som inte var fackanslutna. Detta band hade en sångare som hette Micki Marz, vilket verkar ha påverkat Roberts senare val av artistnamn.
Efter att ha spelat i olika band på olika pubar och klubbar i Kalifornien under 10 år upplevde han det som att han inte kom någon vart. Robert bestämde sig för att ändra stil, han bytte inte bara namn till Mick Mars, utan bytte musikstil och skapade en helt ny karaktär. I april 1980 satte den omskapade Mick Mars in en annons i The Recycler och marknadsförde sig som en "loud, rude and aggressive guitar player". Robert Dean hade inte varit något av detta, men Mick Mars hade bestämt sig för att ändra på det. Det var denna annons som medförde att han fick kontakt med Tommy Lee och Nikki Sixx. 
Basisten Bob Daisley, som spelat med Uriah Heep, Ozzy Osbourne, Gary Moore och Rainbow, berättade i intervju med The Metal Voice att de övriga i gruppen diskuterade att sparka Mick Mars från bandet under en turné tillsammans med Ozzy Osbourne 1984. Vid tillfället befann sig Mick i Ozzys buss för att umgås med honom, och Bob var i Mötleys buss. Tommy, Nikki och Vince ville höra Bobs åsikt om saken. Han rekommenderade dem att inte göra sig av med Mick. Bob sa att Mick visserligen inte var en gitarrvirtuos, men att han var bra för gruppen, han var en del av deras sound och att de inte skulle laga något som inte var trasigt, menade att de hittat en grej som fungerade där de alla bidrog tillsammans som en enhet. Nikki Sixx har senare förnekat att de planerat att ersätta Mick Mars.
2009 tatuerade Nikki Sixx in ett porträtt av Mick Mars på sitt ben för att hedra honom. Han har i intervju sagt att de tillsammans lyckats väldigt bra som band och fått uppleva saker som de bara kunnat drömma om som barn. Han berättade vidare att Mick är en väldigt speciell person, som de alla ser upp till mycket, samt att han inte alltid fått det erkännande han förtjänat, för att han inte är en person som ställer sig själv i centrum och kräver uppmärksamhet. Nikki sa- Tommy, Vince och jag är personligheter som hörs och syns, vi hamnar i trubbel, vi är showare. Men Mick har alltid varit den lugnare, kloka personen. Sedan 17 års ålder har Mick haft den reumatiska sjukdomen bechterew, vilket till slut angetts vara skälet till att han inte längre klarar turnera med bandet.

#### Nikki Sixx

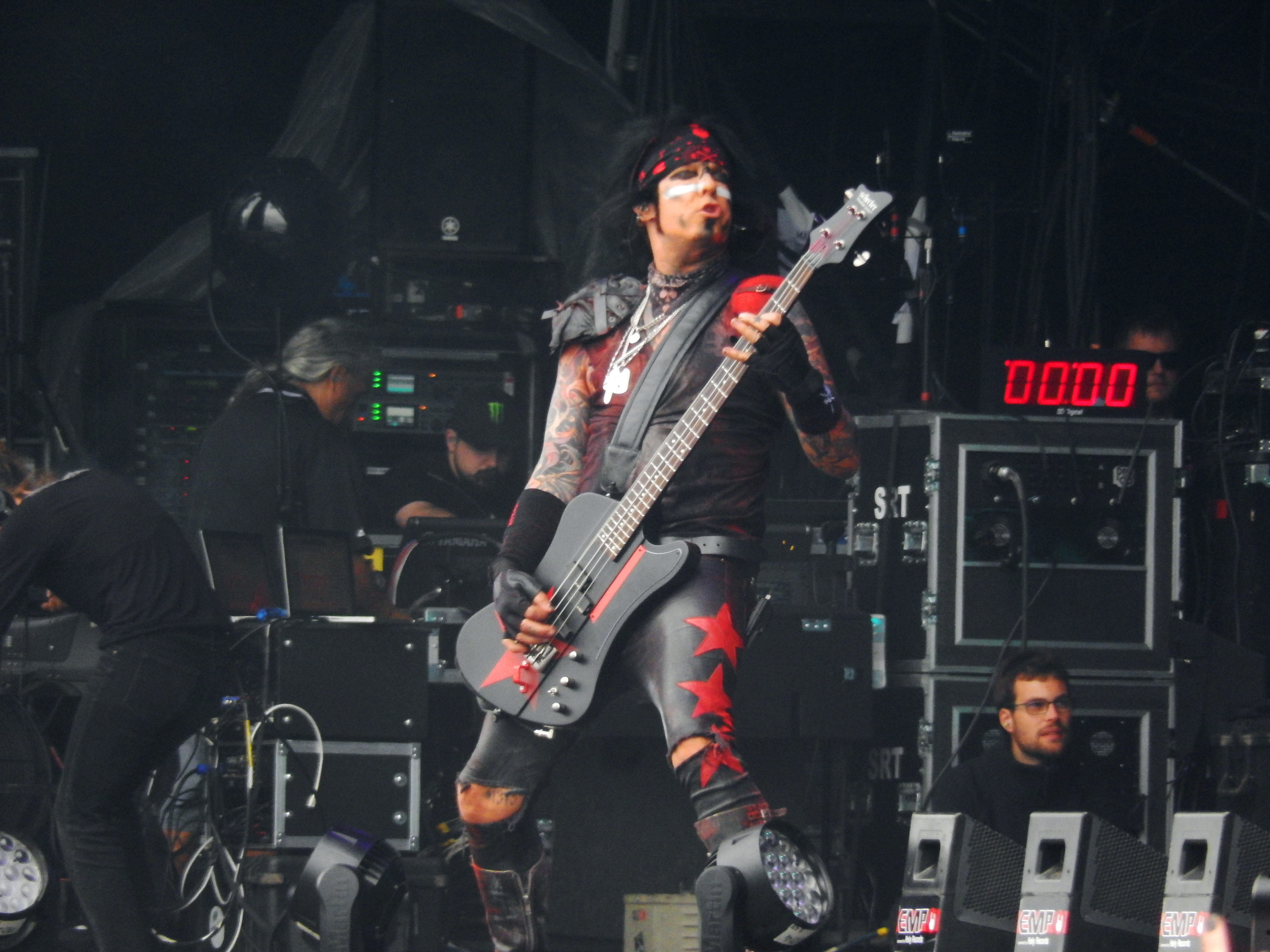
Nikki Sixx.

Född som Frank Carlton Serafino Feranna 11 december 1958. Under en kort tid bodde han tillsammans med sin ensamstående mamma, flyttade till morföräldrarna när hans mamma övergav honom. Under sin uppväxt flyttade han runt mycket. Då han bodde i Jerome, Idaho, ägnade han sig åt brottsliga aktiviteter. Bröt sig in i grannarnas hem, snattade och sålde droger. Det var under den här perioden han lärde sig spela bas och bytte namn till Nikki Sixx.
Som 17-åring flyttade han till Los Angeles, där han bland annat försörjde sig på att sälja dammsugare och arbeta i en spritaffär. Han ville spela i ett band och blev till slut medlem i bandet Sister. Efter att ha spelat in en demo med bandet fick han sparken tillsammans med Lizzie Grey. De startade sedan bandet London 1978, men Nikki stannade inte länge i det bandet. Nikki Sixx träffade Tommy Lee på ett fik efter en spelning med bandet London. Nikki berättade för Tommy att bandet lagts ner och att han funderade på att starta ett nytt, frågade Tommy om han ville vara trummis i bandet. Enligt Rolling Stone kände de till varandra sedan tidigare, Nikki hade sett Tommy spela i bandet Suite 19 och var imponerad av honom, de hade bestämt träff på en restaurang för att diskutera start av ett nytt band, det var enligt Rolling Stone inget slumpmässigt möte.
"Selling my soul would be a lot easier if I could just find it"
Nikki Sixx

#### Vince Neil

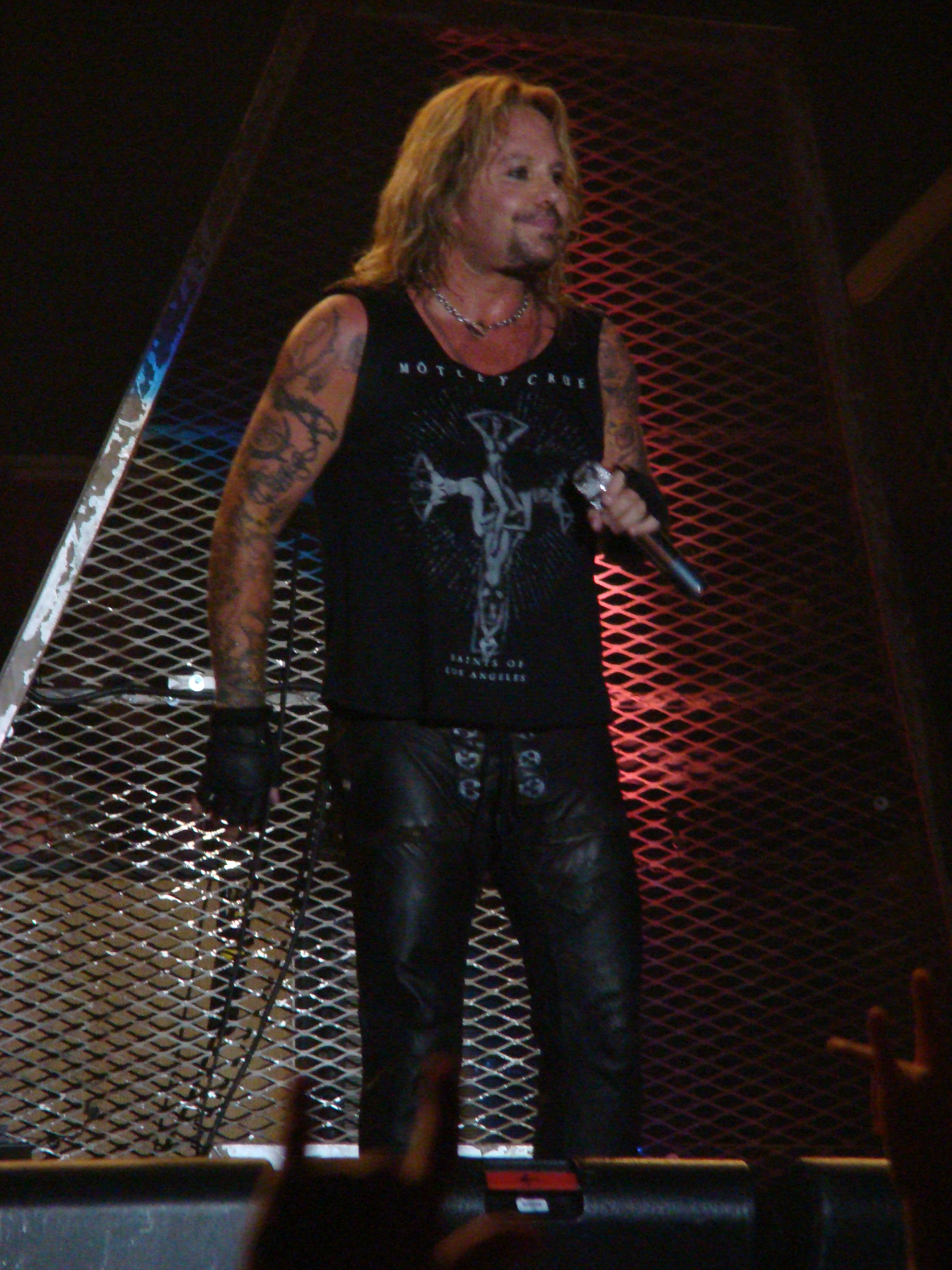
Vince Neal.

"I told them about you bro. They saw you and they're stoked" sa Tommy Lee till Vince då han, Nikki Sixx och Mick Mars, i jakten på en sångare, var och tittade när Vince Neil uppträdde med sitt band Rock Candy på den kända klubben Starwood i Hollywood. Vince var först inte intresserad då han var nöjd med sitt dåvarande band, men accepterade att provsjunga med bandet för att inte göra Lee besviken. Då Rock Candy senare splittrades blev Vince till slut medlem i bandet som skulle komma att heta Mötley Crüe.
Vincent Neil Wharton föddes 8 februari 1961 i Hollywood, Kalifornien. Vince flyttade under uppväxten runt en del med familjen och hamnade till slut i Glendora. Han gick på Royal Oak Highschool, där han lärde känna Tommy Lee. Vince blev tidigt musikintresserad, men höll även på med sporter som basket, baseball, surfing och brottning under uppväxten. Men det var musiken som låg honom varmast om hjärtat och i tonåren började han spela med olika band. I dokumenterären "My story" berättar Vince att han var en lovande baseballspelare. Men ställd inför valet att klippa håret för att få vara med i laget och att fortsätta vara långhårig och sjunga Rock n´roll valde han det senare. Där började resan med långt hår, rock n´roll och kickstart av tusentals hjärtan. Han var 17 år då han gick med i bandet Rock Candy och hade precis fyllt 18 år då han blev medlem i Mötley Crüe. Med sitt långa blonda hår och skrikande falsettröst blev Vince Neil frontfiguren i bandet. Även om Vince inte var en skolad sångare, var han som klippt och skuren för bandet. Han förkroppsligade den kaliforniska sorglösa surfarkillen och var perfekt som frontman i ett heavy metalband.

#### Tommy Lee

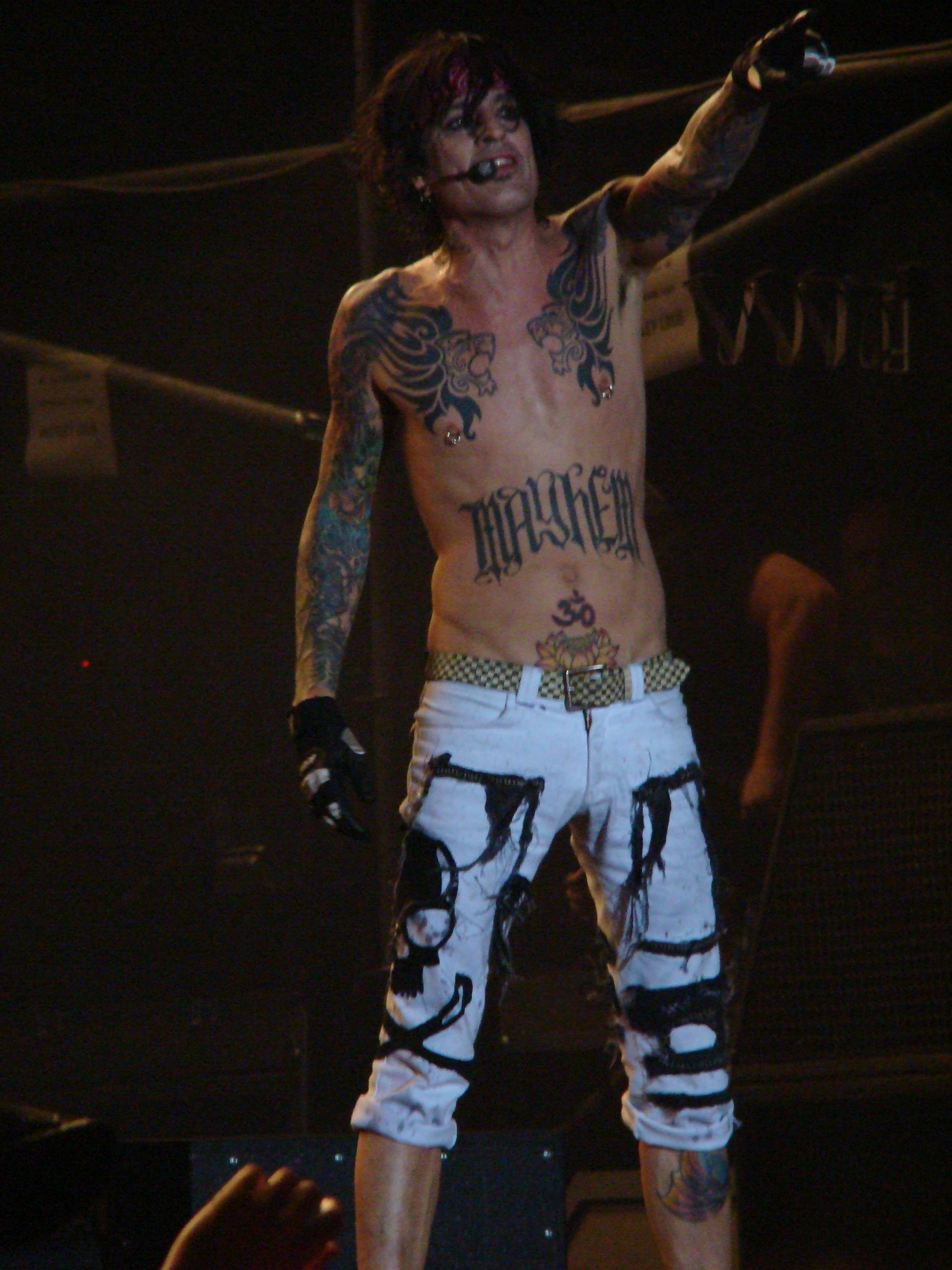
Tommy Lee.

Thomas Lee Bass föddes I Grekland 3 oktober 1962. Familjen flyttade till Kalifornien, USA, ett år efter födseln. Tommy fick sitt första trumset som fyraåring, men det var först i tonåren som musikintresset väcktes när han upptäckte hårdrock och heavy metal. Tommy hoppade av skolan under sista året på high school och följde sin dröm om att komma med i ett rockband. Hans första riktiga band hette Suite 19 och spelade på the Sunset Strip i Los Angeles. Som ung influerades Tommy av band som Judas Priest, Deep Purple, Led Zeppelin, Kiss och Queen. Just som Tommys band började bli framgångsrika började han med olika gimmicks både på och utanför scen för att promota sin musik, vilket oturligt nog ofta fick motsatt effekt. Bland annat moonade han sina fans. Hans gränslösa beteende under showerna gjorde hans fans besvikna. Det var under en show med Suite 19 som han träffade Nikki Sixx. Nikki övertalade Tommy att lämna Suite 19 och bli kärnan i den grupp som skulle komma att bli Mötley Crüe.
"We thought we had elevated animal behavior to an art form. But then we met Ozzy"
Tommy Lee

#### John 5, medlem 2022

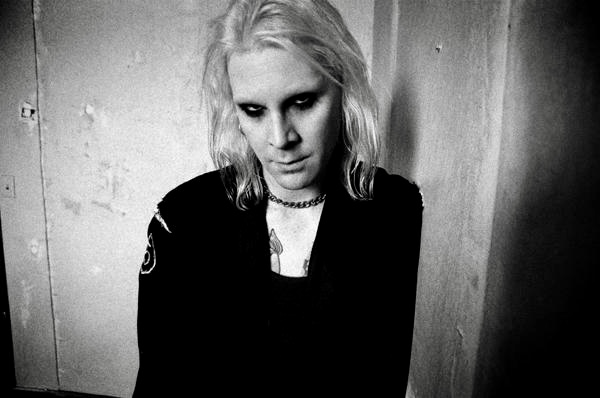
John 5.

John William Lowery född 31 juli 1970 i Grosse Pointe, Michigan. Som sjuåring blev John intresserad av att spela gitarr, Intresset väcktes när han tittade på tv-serien Hee Haw. Hans kompisar ville bli austronauter, men John bestämde sig tidigt för att han ville bli gitarrist. Han blev även influerad av KISS och Jimi Hendrix. Vid 18 års ålder flyttade John till Los Angeles. Efter en del sökande lyckades han av en tillfällighet få komma med i bandet Alligator soup. Basisten Rudy Sarzo fick syn på honom och blev så imponerad att han bjöd John på middag och föreslog att de skulle jobba ihop, vilket i sin tur medförde att John träffade producenten Bob Marlette, som blev inkörsporten till Johns spirande karriär som gitarrist.

### Droger och kontroverser
Vild livsstil tog ut sin rätt vilket bandet fick uppleva i december 1984, då glamrocken höll på att slå igenom på mainstreammarknaden. I bräschen för utvecklingen gick Hanoi Rocks, som turnerade i USA vid den tiden. Efter att sångaren Michael Monroe stukat sin fot och varit tvungen att avboka några konserter, bjöd Tommy Lee in Hanoi Rocks till sin villa i Los Angeles. Berusad tog bilfanatikern Vince Neil ut en annan bilfanatiker, Hanoi Rocks trummis Razzle, på en tur i sin nya sportbil. På vägen hem tappade han kontrollen över bilen och krockade med två andra fordon. Själv klarade han sig med skråmor, men Razzle fördes till sjukhus och dog samma kväll.
Olyckan innebar början på slutet för Hanoi Rocks, som ställde in sin turné i USA och splittrades ett halvt år senare, men Mötley Crüe ångade på efter att Neil suttit i fängelse en månad, gjort 200 timmar samhällstjänst och betalat 2,6 miljoner dollar i skadestånd. Skivan Theatre Of Pain från 1985 blev ändå succé, toppade nummer 6 i huvudmarknaden USA, producerade två stora hits (Home Sweet Home, Smokin' In The Boys Room), och sålde på kort tid 2 miljoner exemplar bara i hemlandet. Även i övriga världen sålde Theatre bra. Dock var skivan på långa vägar inte lika stark som Shout At The Devil. Hela bandet, speciellt låtskrivaren Sixx hade allvarliga drogproblem och lyckades inte nå upp till samma nivå som de två tidigare skivorna gett prov på. Trots detta så hjälpte skivan Mötley Crüe att bli ett av samtidens populäraste hårdrocksband, vilket skulle hålla i sig i hela 1980-talet samt en bit in på 90-talet. I Sverige toppade skivan nummer 7.
År 1987 släpptes plattan Girls, Girls, Girls, som definitivt förde in Mötley Crüe på mainstreammarknaden. Plattan blev en dundersuccé i USA och gick direkt in på Billboard-listans andraplats. Men excesserna och kontroverserna runt bandet minskade inte. Bandets Europaturné året därpå ställdes in efter att Nikki Sixx hade tagit en överdos heroin; helt blå i ansiktet hittades Nikki på sitt hotellrum av Guns 'N' Roses trummisen Steven Adler. Han förklarades död av räddningspersonal, men återvände till livet efter att ha blivit injicerad adrenalin i hjärtat. Officiellt ska Sixx ha varit död i två minuter. Denna händelse resulterade i hitlåten Kickstart My Heart.
En annan kontrovers som berörde Sixx var ett åtal som riktades mot Mötley Crüe av Matthew Trippe. Trippe påstod att Nikki Sixx egentligen hade legat på sjukhus år 1983 och att han blivit anställd som dubbelgångare och turnerat samt spelat in musik som Nikki Sixx. Åtalet gällde uteblivna royalties. Saken löstes först 1993 när Trippe lade ner åtalet. Han försökte ännu få ut någonting av det hela genom att bilda ett kortlivat band vid namn Sixx Pack. 1988 blev dessutom McGhee fälld för smuggling av en stor last marijuana. Till straffet hörde att han var tvungen att organisera en antidrogkampanj.

### Drogrehab
Tommy Lee var den första i bandet som sökte hjälp för sitt drogberoende på behandlingshemmet Cottonwoods. Tommy blev chockad över kraften i abstinensen som satte in efter att par dagars drogfrihet. Efter råd av den kände drogterapeuten Bob Timmins, flög resten av bandet dit och anslöt sig till Tommy. Som en del i terapin stod de i en cirkel med armarna om varandra och sjöng Rolling Stones låt "You Can’t Always Get What You Want". Mick Mars skötte efter hand sin egen rehabilitering genom att sluta dricka alkohol. Bob Timmins spelade en viktig roll i bandmedlemmarnas behandling. Han var en självlärd före detta narkoman, som ofta anlitades av domstolar för att guida människor med drogberoende rätt. Medlemmarna checkade genom åren in och ut på olika rehabiliteringshem för återkommande problem med droger.

### Första återföreningen
År 1997 lade medlemmarna gammalt groll åt sidan och återförenades med skivan Generation Swine. Trots att skivan sålde relativt bra och bandet gav sig ut på ännu en framgångsrik turné, var mottagandet blandat. Alla var ense om att det var bra att Neil var tillbaka, men kritikerna sågade skivan, som var mer nedtonad än förut. Slutet av 1990-talet färgades av olika rättegångar, mest uppseendeväckande var kanske Tommy Lees halvårslånga fängelsedom för misshandel av sin dåvarande fru, Playboymodellen Pamela Anderson och hans inblandning i en sexvideo.
År 1999 meddelade Tommy Lee överraskande att han lämnar bandet efter meningsskiljaktigheter med Neil. Han grundade ett eget skivbolag och producerade bandet Laidlows debutskiva. Samma år började han arbetet med sitt Nu-metalband Methods Of Mayhem. Lee ersattes av Randy Castillo, som genast i början av promoturnén för den floppade skivan New Tattoo skadade sig och ersattes av Hole-trummisen Samantha Maloney. Strax därpå diagnostiserades Castillo med cancer och somnade in 2002.
2000-talet inleddes trögt för Mötley Crües del med Neil som tv-kändis i en reality-show och Sixx som meddelade att han hade grundat ett nytt band, Brides Of Destruction, med bl.a. LA Guns-frontmannen Tracii Guns och den karismatiske sångaren / frisören London LeGrand. Projektet hade tidigare gått under namnen Cockstar och Motordog. Maloney grundade bandet The Chelseas med Melissa Auf Der Maur och Paz Lechantin och 2004 meddelade Sixx officiellt att han lämnade Mötley Crüe. Trots det släppte bandet en cd-box med namnet Music To Crash Your Car To. Namnet höjde ett och annat ögonbryn med tanke på Vince Neils fatala bilolycka 1984. Hanoi Rocks sångare Michael Monroe kommenterade saken genom att säga att det var den mest smaklösa och morbida gimmicken för att håva in pengar på det förflutna han någonsin hört talas om. Monroe har dock bett om ursäkt för detta uttalande.

### Andra återföreningen
Trots Sixx farväl meddelade Neil 2004 att Mötley Crüe igen skulle återförenas med de ursprungliga medlemmarna. Sixx, Neil och Lee skulle ännu på sommaren vara upptagna med andra projekt, men 2005 utlovades en comeback-turné. Under tiden hade både Neil och Mars hälsoproblem. Neil hade lagt till mycket övervikt under 2000-talet och satte sig in på ett hälso- och utseendeprojekt som sändes i MTV under rubriken The Remaking Of Vince Neil. Till programmet hörde träning, fettsugning, diet och plastikkirurgi. Mick Mars hade under hela sin karriär kämpat med den ärftliga sjukdomen Ankylosis Spondylitis, som angriper skelettet och är väldigt smärtsam. År 2004 fick Mars så gott som hela sitt ena lårben utbytt.
År 2005 startade mycket väl den efterlängtade turnén, som på det hela blev en succé, trots att Vince Neil måste spela några konserter på kryckor på grund av ett brutet ben och att Lee var tvungen att vara frånvarande från några gigs på grund av hälsoskäl. År 2005 gav Mötley Crüe ut skivan Red, White And Crüe. På hösten 2007 cirkulerade rykten om att Lee skulle ha lämnat bandet igen, efter att de övriga medlemmarna stämt hans manager på grund av Lees framträdande i två floppande tv-shower. Sixx bekräftade senare ryktena, men på våren 2008 tillkännagav Neil att Lee fortfarande var kvar i gruppen, och att arbetet med den nya skivan var igång. Skivan släpptes i juni 2008 under namnet Saints of Los Angeles.

### Sista spelningen
Det sades att bandets sista spelning skulle vara på Sweden Rock Festival 2015 i Norje Boke, Sölvesborg. Men det visade (efter vad sångaren Vince Neil sa till publiken) skulle köra ytterligare en konsert i Globen, Stockholm den 16 november 2015. Den så kallade "Mötley Crüe Final Tour" var då deras sista turné tillsammans som Mötley Crue och pågick fram till nyårsafton 2015 då turnén nådde sitt sista stopp, Los Angeles (som är bandets hemstad) och spelningen ägde rum i Staples Center.
Bandet har annonserat att de planerar att turnera tillsammans med Def Leppard under 2023.

## Medlemmar
Senaste medlemmar
- Vince Neil – sång (1981–1992,1997–2015, 2019-)
- Nikki Sixx – basgitarr, keyboard, synthesizer, piano, bakgrundssång (1981–2015, 2019-)
- Mick Mars – gitarr, mandolin, sitar, talkbox, bakgrundssång (1981–2015, 2019-2022)
- Tommy Lee – trummor, percussion, keyboard, piano, bakgrundssång (1981–1999, 2003–2015, 2019-)

Tidigare medlemmar
- John Corabi – sång (1992–1996)
- Randy Castillo – trummor (1999–2002; död 2002)

Turnerande medlemmar
- Donna McDaniel – bakgrundssång (1987–1991)
- Emi Canyn – bakgrundssång (1987–1991)
- Jozie DiMaria – dans (1999, 2005–2006)
- Pearl Aday – bakgrundssång (2000)
- Samantha Maloney – trummor (2000)
- Morgan Rose – trummor, percussion (2009)
- Annalisia Simone – bakgrundssång (2011)
- Allison Kyler – bakgrundssång, dans (2011–2015)
- Sofia Toufa – bakgrundssång, dans (2012–2015)
- John 5-Gitarr (2022-)

Bildgalleri

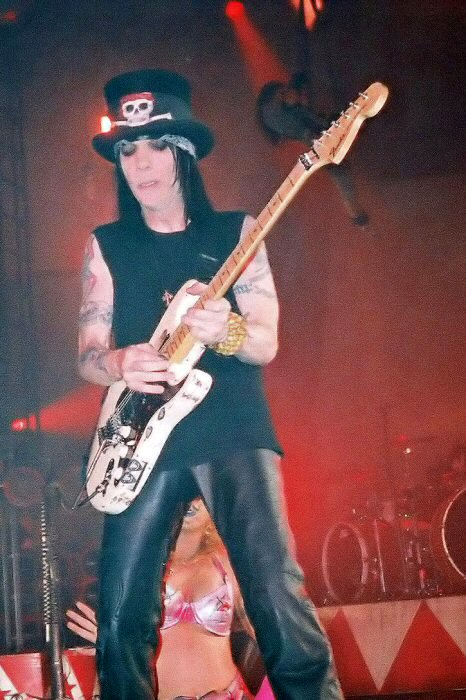
Mick Mars.
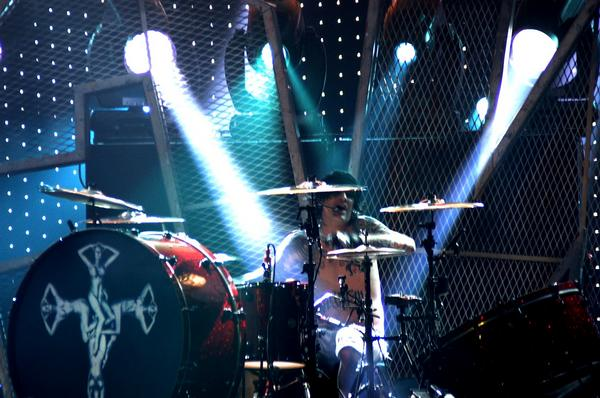
Tommy Lee.
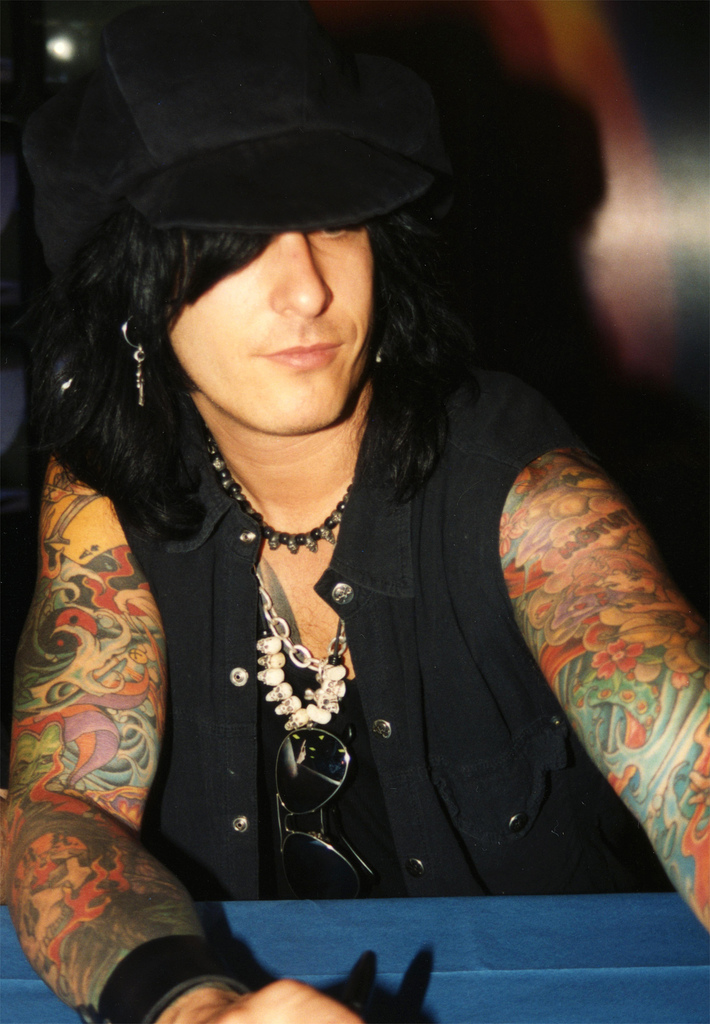
Nikki Sixx.
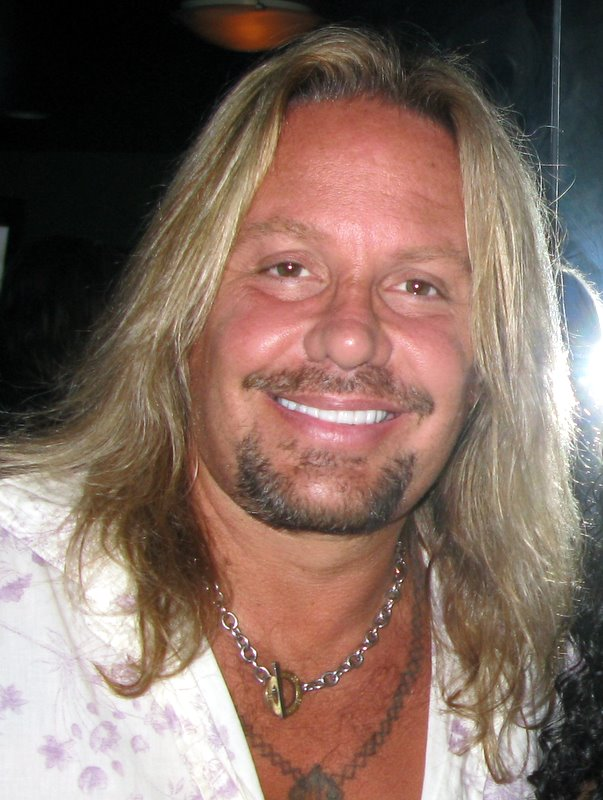
Vince Neil.
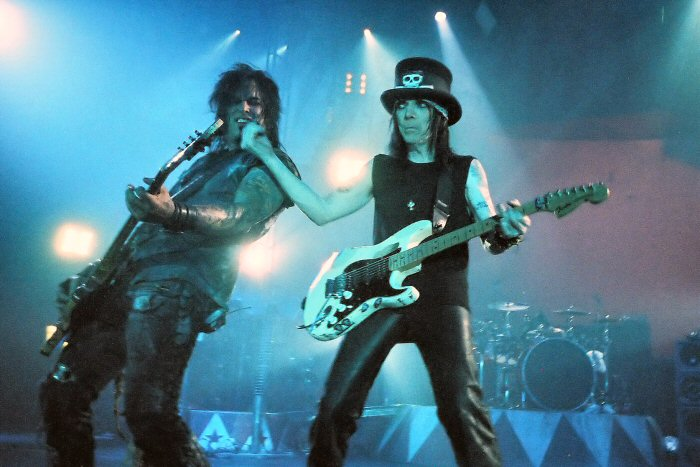
Mötley Crüe.
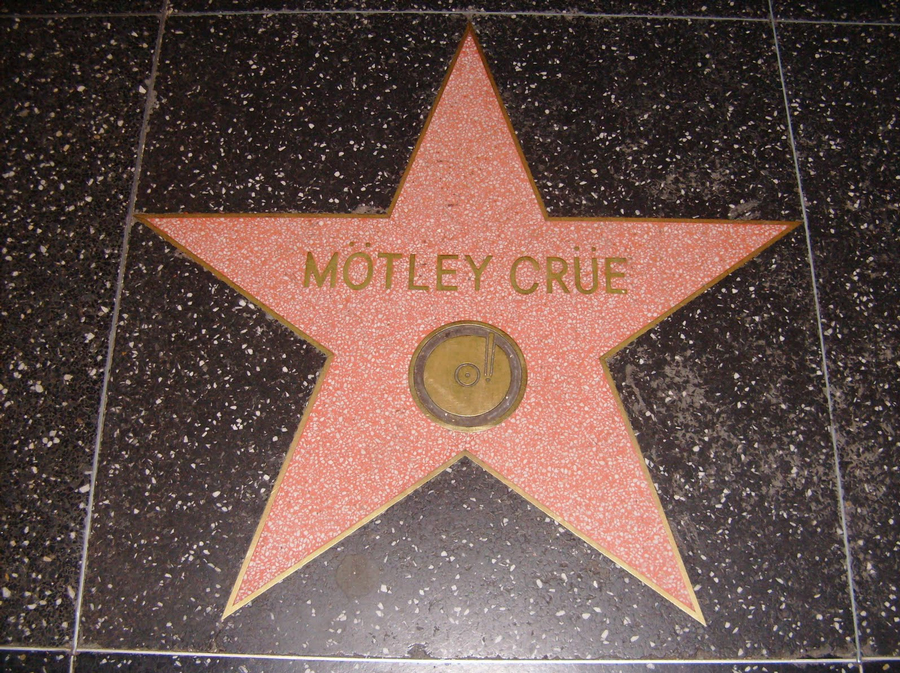
Stjärna på Hollywood Walk of Fame.

## Diskografi

### Studioalbum
- 1981 – Too Fast for Love
- 1983 – Shout at the Devil
- 1985 – Theatre of Pain
- 1987 – Girls, Girls, Girls
- 1989 – Dr. Feelgood (album)
- 1994 – Mötley Crüe
- 1997 – Generation Swine
- 2000 – New Tattoo
- 2008 – Saints of Los Angeles
- 2019 – The Dirt Soundtrack

### Samlingsalbum
- 1991 – Decade of Decadence
- 1997 – Mötley Crüe: Best of 1981-1997
- 1998 – Greatest Hits
- 1999 – Supersonic and Demonic Relics
- 2005 – Red, White and Crüe

### Livealbum
- 1999 – Live: Entertainment or Death
- 2006 – Carnival of Sins Live

### Singlar
- 1982 – "Live Wire" / "Merry-Go-Round"
- 1984 – "Looks That Kill" / "Piece Of Your Action"
- 1984 – "Too Young to Fall in Love" / "Merry-Go-Round"
- 1985 – "Smokin' In the Boys Room" / "Use It Or Lose It"
- 1985 – Home Sweet Home / "Red Hot"
- 1987 – "Girls, Girls, Girls" / "Five Years Dead"
- 1987 – "Wild Side" / "Dancing On Glass"
- 1987 – "You're All I Need" / "All in the Name Of..."
- 1989 – "Dr. Feelgood" / "Sticky Sweet"
- 1989 – "Kickstart My Heart" / "She Goes Down"
- 1990 – "Without You" / "Slice Of Your Pie"
- 1990 – "Don't Go Away Mad (Just Go Away)" / "Rattlesnake Shake"
- 1990 – "Same Ol' Situation (S.O.S.)" / "Wild Side"
- 1991 – "Primal Scream"
- 1992 – "Home Sweet Home '91"
- 1994 – "Hooligan's Holiday"
- 1994 – "Misunderstood"
- 1997 – "Afraid"
- 1997 – "Beauty"
- 1998 – "Bitter Pill"
- 1999 – "Teaser"
- 2000 – "Hell On High Heels"
- 2005 – "If I Die Tomorrow"
- 2005 – "Sick Love Song"
- 2008 – "Saints of Los Angeles"
- 2008 – "Mutherfucker of the Year"
- 2008 – "White Trash Circus"
- 2009 - "Same Ol' Situation (Live)
- 2011 - "Live Wire"
- 2011 - "Kiss The Sky"
- 2011 - "I Will Survive"
- 2011 - "Hotter Than Hell"
- 2015 - "All Bad Things"
- 2019 - "The Dirt (EST.1981) [feat. Machine Gun Kelly]
- 2019 - "Like A Virgin"
- 2024 - "Dogs Of War"